# Tricalysia schliebenii
Tricalysia schliebenii là một loài thực vật thuộc họ Rubiaceae. Đây là loài đặc hữu của Tanzania.